# Över alla hinder (1944)

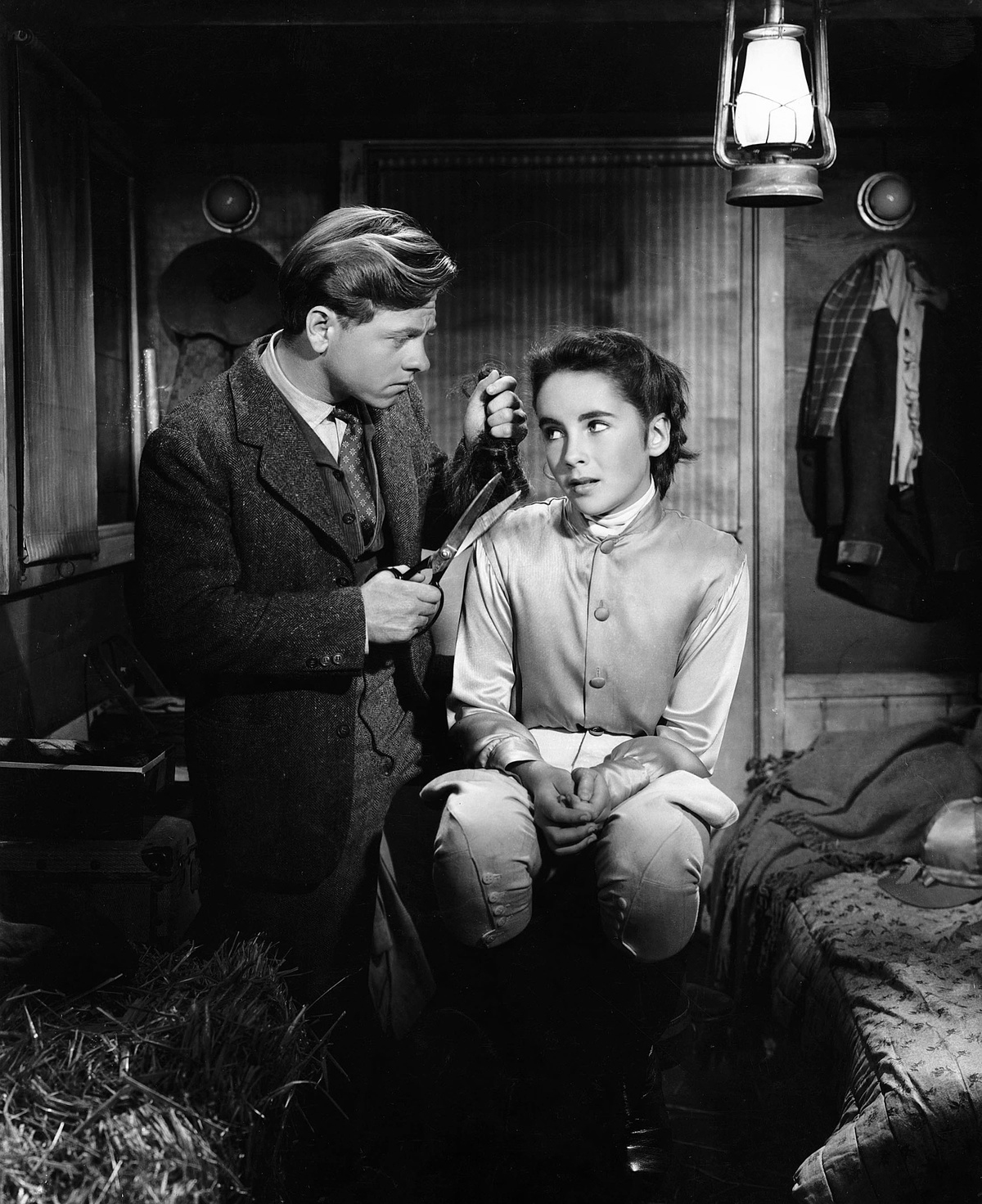
Mickey Rooney och Elizabeth Taylor.

Över alla hinder (engelska: National Velvet) är en amerikansk dramafilm från 1944 i regi av Clarence Brown. Den är filmad i technicolor. Filmen vann två Oscar i kategorierna bästa kvinnliga biroll (Anne Revere) och bästa klippning. Den gick mycket bra på biograferna i USA och blev ett genombrott för en då tolvårig Elizabeth Taylor.

## Rollista i urval
- Mickey Rooney - Michael "Mi" Taylor
- Donald Crisp - Mr. Brown
- Elizabeth Taylor - Velvet Brown
- Anne Revere - Mrs. Brown
- Angela Lansbury - Edwina Brown
- Jackie Jenkins - Donald Brown
- Juanita Quigley - Malvolia Brown
- Arthur Treacher - racingchefen
- Reginald Owen - Ede
- Norma Varden - Miss Sims
- Terry Kilburn - Ted
- Arthur Shields - Mr Hallam
- Aubrey Mather - tjänsteman